# Mihaela Neacșu
Mihaela Neacșu (n. Stăncescu, n. 3 mai 1979, Craiova, România) este o fostă alergătoare română care s-a specializat în proba de 800 m.

## Carieră
La Campionatul European de Juniori (sub 20) din 1995 de la Nyíregyháza a obținut locul 6 la proba de heptatlon. În anul 1998 a participat la Campionatul Mondial (sub 20) de la Annecy unde s-a clasat pe locul 5 atât la 800 m cât și la 4x400 m. Apoi a avut o pauză de doi ani din cauza unei accidentări și Cristina Cojocaru, medaliată la Jocurile Olimpice din 1984, s-a ocupat de pregătirea sportivei.
În 2005 craioveanca a participat la Campionatul Mondial de la Helsinki. La Campionatul Mondial în sală din 2006 de la Moscova s-a clasat pe locul 8. În 2007 a participat la Campionatul Mondial de la Osaka. La Campionatul Mondial în sală din 2008 de la Valencia s-a clasat pe locul 7. În același an a participat la Jocurile Olimpice de la Beijing. La Campionatul European în sală din 2009 de la Torino a obținut locul 7.
Mihaela Neacșu este căsătorită cu Marian Neacșu, multiplu campion național la proba de 400 metri garduri. În prezent ea este profesoară-antrenoare la un liceu din Craiova.

## Realizări
| An   | Competiție                               | Locație                    | Loc | Eveniment | Note    |
| ---- | ---------------------------------------- | -------------------------- | --- | --------- | ------- |
| 1995 | Campionatul European de Juniori (sub 20) | Nyíregyháza, Ungaria       | 6   | heptatlon | 5286    |
| 1998 | Campionatul Mondial de Juniori (sub 20)  | Annecy, Franța             | 5   | 800 m     | 2:06,90 |
| 1998 | Campionatul Mondial de Juniori (sub 20)  | Annecy, Franța             | 5   | 4x400 m   | 3:37,41 |
| 2005 | Campionatul Mondial                      | Helsinki, Rusia            | 18  | 800 m     | 2:00,63 |
| 2005 | Campionatul Mondial                      | Helsinki, Rusia            | 10  | 4×400 m   | 3:30,97 |
| 2005 | Jocurile Francofoniei                    | Niamey, Niger              | 2   | 800 m     | 2:05,30 |
| 2006 | Campionatul Mondial în sală              | Moscova, Rusia             | 8   | 800 m     | 2:02,51 |
| 2006 | Campionatul European                     | Göteborg, Suedia           | 19  | 800 m     | 2:03,42 |
| 2007 | Campionatul European în sală             | Birmingham, Marea Britanie | 15  | 800 m     | 2:03,72 |
| 2007 | Campionatul Mondial                      | Osaka, Japonia             | 24  | 800 m     | 2:01,08 |
| 2008 | Campionatul Mondial                      | Valencia, Spania           | 7   | 800 m     | 2:01,70 |
| 2008 | Jocurile Olimpice                        | Beijing, China             | 29  | 800 m     | 2:03,03 |
| 2009 | Campionatul European în sală             | Torino, Italia             | 7   | 800 m     | 2:03,42 |

## Recorduri personale
| Probă         | Performanță | Dată              | Locație   |
| ------------- | ----------- | ----------------- | --------- |
| 800 m         | 1:59,78     | 17 iulie 2005     | Salonic   |
| 1500 m        | 4:10,09     | 25 iulie 2009     | Barcelona |
| 4×400 m       | 3:27,78     | 19 iunie 2005     | Florența  |
| 800 m în sală | 1:59,82     | 21 februarie 2007 | Atena     |